# Deb (قالب پرونده)
deb پسوند قالب بسته نرم‌افزاری دبیان است و اغلب برای بسته‌های دودویی استفاده می‌شود.

## طراحی

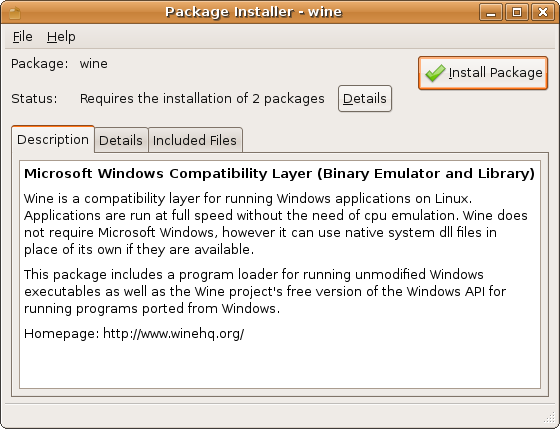
جی‌دبی درحال نصب یک بسته دب

بسته‌های دبیان بایگانی‌های ای‌آر یونیکس هستند که شامل دو بایگانی تار می‌شود که به صورت اختیاری با جی‌زیپ (زدلیب)، بی‌زیپ۲، اِل‌زِداِم‌اِی، یا اکس‌زد (اِل‌زِداِم‌اِی۲) فشرده شده‌است: یک بایگانی اطلاعات کنترل را نگه می‌دارد و دیگری شامل دادهٔ برنامه می‌شود.
برنامه پذیرفته‌شده برای اداره این بسته‌ها دی‌پی‌کی‌جی است، رایج‌ترین برنامه نسبت به ابزار بسته‌بندی پیشرفته/اپتیتیود، مرکز نرم‌افزار اوبونتو، سیناپتیک یا جی‌دبی.
بسته‌های دبیان با الین می‌توانند به دیگر بسته‌ها یا برعکس تبدیل شوند، و با چک‌اینستال یا سازنده بسته دبیان از کد منبع ایجاد شوند.
چند بسته اصلی دبیان به عنوان udebها (بخوانید: میکرو دب‌ها) در دسترس هستند، و عموماً فقط برای راه‌اندازی یک نصب دبیان کاربرد دارند. اگرچه این پرونده‌ها از پسوند نام پرونده udeb استفاده می‌کنند، اما به همان ساختار مشخصات پرونده‌های متداول deb وفادار هستند. هرچند، برخلاف همتایان deb، بسته‌های udeb فقط شامل پرونده‌های کاربردی می‌شود. به ویژه، مستندسازی پرونده‌ها به‌طور عادی حذف می‌شوند. بسته‌های udeb روی یک سیستم استاندارد دبیان قابل نصب نمی‌باشد.

## پیاده‌سازی
از دبیان ۰٫۹۳، پرونده دب به عنوان یک ای‌آر بایگانی پیاده‌سازی شده‌است. مفاد کنونیکال از این بایگانی این سه فایل است:
- debian-binary: شماره نگارش قالب دب. این شماره «۲٫۰» است برای نگارش‌های جاری دبیان.
- control.tar، control.tar.gz یا control.tar.xz: همهٔ فرا اطلاعات بسته، که به دی‌پی‌کی‌جی می‌گوید وقتی بسته نصب است چه چیزی را پیکربندی کند.
- data.tar، data.tar.gz، data.tar.bz2، data.tar.lzma یا data.tar.xz: پرونده‌های حقیقی قابل نصب.

پرونده debian-binary باید نخستین ورودی در بایگانی باشد، در غیر اینصورت به عنوان یک بسته دبیان شناخته نخواهد شد.

## اقتباس
بسته‌های دبیان همچنین در توزیع‌های مبتنی بر دبیان، مانند اوبونتو و غیره استفاده می‌شود.